# Босс-молокосос
«Босс-молокосос» (англ. The Boss Baby) — американский мультфильм режиссёра Тома Макграта, снятый по одноимённой книге Марлы Фрэйзи о мальчике Тиме, открывающем для себя заговор, который организовал директор компании «Пёсико», стремящийся уничтожить любовь во всём мире. Тиму предстоит объединиться с младшим братом, спасти родителей и сам мир. Роли озвучили Алек Болдуин, Стив Бушеми, Джимми Киммел, Лиза Кудроу, Тоби Магуайр. Премьера фильма состоялась в Турции 13 января 2017 года, в России 23 марта 2017 года.

## Сюжет
Фильм повествует об обычной американской семье Темплтонов. Папа, мама и их любимый ребёнок Тим жили обыкновенной жизнью, пока в доме вдруг не появился его младший брат. Мальчик сразу проникся к нему недоверием, поскольку, несмотря на то, что выглядел тот младенцем, поведение выдавало типичного взрослого — жёсткого, расчётливого, практичного «акулу бизнеса», и он сам одет в деловой костюм.
Однако родители Тима не замечают в его брате ничего необычного, а на все доводы отвечают тем, что он попросту ревнует. Понимая, что уже никакие аргументы не подействуют, мальчик решает взять подозреваемого с поличным и проникает ночью к нему в комнату, где и обнаруживает младенца, свободно говорящего по телефону взрослым голосом. Осознав всю бессмысленность дальнейшего притворства, тот рассказывает, что является тайным агентом от фирмы BabyCorp, чья специализация — производство детей и их защита. Самые достойные входят в руководство и день и ночь ломают головы над необходимостью обезвредить Фрэнсиса Фрэнсиса — директора корпорации «Пёсико», стремящегося вывести породу «вечного щенка» - бессмертного и никогда не стареющего щенка и подчинить ему любовь всего мира. Тиму приходится объединиться с братом, помешать этим планам и спасти родителей, которые работают на Фрэнсиса и не знают правды о своём работодателе. В процессе совместных приключений оба понимают, что привязались друг к другу. Тем не менее, разумный младенец возвращается на свою «родину», где получает долгожданное повышение, а Тим вынужден скучать, так как отказался от стирания памяти. В отчаянии он пишет письмо, где признаётся, что полюбил «босса-молокососа». Прочитав письмо, тот отказывается от своей должности и снова проходит через "распределитель", заставив того признать в себе обычного ребёнка... и в одно утро родители приносят ему этого же ребёнка, которому дают имя Теодор «Цветик» Темплтон.
В конце фильма выясняется, что рассказчик — тот самый Тим, уже взрослый и женатый человек, отец маленькой дочери. Его брат Теодор стал могущественным и богатым бизнесменом с прежними привычками, но с куда более мягкими манерами и любящим сердцем. Мужчины живут очень дружно и ожидают вместе с девочкой появления её младшей сестрёнки, которая тоже оказывается "Взрослой".

## Актёры
| Актёр                 | Роль                              |
| --------------------- | --------------------------------- |
| Алек Болдуин          | Босс-молокосос                    |
| Лиза Кудроу           | Мама                              |
| Стив Бушеми           | Фрэнсис Фрэнсис                   |
| Джимми Киммел         | Папа                              |
| Вивиэнн Йи            | Стэйси                            |
| Майлз Кристофер Бакши | Тим                               |
| Эрик Белл-младший     | Тройняшки                         |
| Тоби Магуайр          | Тим в зрелом возрасте, рассказчик |

### Русский дубляж
Роли дублировали
| Актёр               | Роль                                              |
| ------------------- | ------------------------------------------------- |
| Фёдор Бондарчук     | Босс-Молокосос                                    |
| Игорь Мосюк         | Фрэнсис Е. Фрэнсис                                |
| Юлия Левакова       | Мама                                              |
| Дмитрий Кошмин      | Папа                                              |
| Дмитрий Семёнов     | Тим                                               |
| Евгений Иванов      | Тим в зрелом возрасте / рассказчик                |
| Вадим Никитин       | Колдунчик                                         |
| Давид Бродский      | Юджин                                             |
| Полина Рудоманенко  | Стэйси                                            |
| Арсений Рогов       | Тройняшки                                         |
| Александр Матвеев   | Джимбо                                            |
| Елена Мелешкова     | Взрослый Босс-Молокосос                           |
| Сергей Дьячков      | Тедди / Джулия Чайлд / охранник в аэропорту       |
| Александр Разбаш    | Фотограф                                          |
| Никита Маркеев      | Маленький плачущий мальчик / Ликвидатор-Молокосос |
| Лиза Козлова        | Маленькая девочка / дочь Тима                     |
| Ольга Ефимова       | Объявления в аэропорту                            |
| Роман Никитин       | Элвисы                                            |
| Дмитрий Стрелков    | Капитан Росс                                      |
| Наталья Виноградова | Стюардесса                                        |

## Маркетинг
17 октября 2016 года появился трейлер к мультфильму.

## Продолжение
25 мая 2017 года после удачного проката мультфильма «Босс-молокосос» компании Universal и DreamWorks Animation анонсировали его продолжение «Босс-молокосос 2», которое планировалось выпустить в американский прокат 21 марта 2021 года, но из-за пандемии COVID-19 премьера была перенесена на 2 июля 2021 года. Премьера в России состоялась 19 августа 2021 года. Актёр Алек Болдуин вернулся к озвучиванию главного героя.